# Степанюк Володимир Петрович
Володи́мир Петро́вич Степаню́к (3 січня 1955, с. Шимківці Плужицького району на Хмельниччині, нині у складі Білогірського району Хмельницької області — 3 червня 2014, Полтава) — український громадський діяч. Нагороджений орденом «За заслуги» ІІІ ступеня.

## Біографія
Народився в багатодітній сім'ї, в якій був четвертою дитиною, мав двох старших братів Івана (нар. 1945) й Дмитра (нар. 1953) та двох сестер — старшу Софію (1951–2007) і меншу Галину (нар. 1957). Батько: Степанюк Петро Іванович (1923–1987) — працював головою колгоспу, згодом — головою Кур'янківської сільської ради, а в часи Другої світової війни захищав Батьківщину в партизанському загоні під керівництвом Ковпака. Мати Степанюк (Данелюк) Надія Мефодіївна (1922–2010) — була домогосподаркою та згодом отримала статус «мати-героїня».
Від 1963 до 1969 навчався в Шимківецькій восьмирічній школі, але не закінчив її, бо 11 січня 1969 першим з п'яти дітей покинув рідну домівку та з двома найкращими друзями зі свого села поїхав до столиці навчатися в школі-інтернаті № 13, дев'ять класів якої закінчив у 1972.
У тому ж році поїхав навчатися в Івано-Франківський сільськогосподарський технікум по підготовці керівних кадрів колгоспів та радгоспів, а в 1975 році отримав диплом з відзнакою за спеціальністю агроном-організатор. Повернувшись до Києва, розпочав свою трудову діяльність в с. Хотів в агротепличному комплексі.
1976 року вступив до Української сільськогосподарської академії, де навчався на заочному відділенні до 1981 року і здобув кваліфікацію вченого агронома.
1978 року сім'я переїжджає до Полтави, а саме в село Рибці Полтавського району, тепер це частина міста. Володимир приєднується до рідних і влаштовується на роботу в колгосп ім. Кірова в сусідньому селі Гожули на посаду агронома, а згодом економіста, де пропрацював до середини 1990 року.
13 лютого 1982 одружився зі Степанюк (Некрасовою) Тетяною Геннадіївною (нар. 1964). У кінці цього ж року народилася донька Ірина.
На початку 90-х років, коли постала Незалежна Україна, він зацікавився політикою та громадськими рухами.
З 1994 до 1997 року очолював фірму «Світязь-Полтава».
З 1997 року поповнив когорту приватних підприємців.
У 2004 році працював у політичній партії «Наша Україна».
Збирав свідчення очевидців про Голодомор 1932—1933 рр. в Україні, зокрема на Полтавщині.
У листопаді 2007 року був нагороджений орденом «За заслуги» ІІІ ступеня.
Дуже любив читати та подорожувати, мав велику домашню бібліотеку, захоплювався історією України та видатними історичними постатями України. Шанував народні та родинні традиції.
Багато сил віддавав заходам з відзначенню всіх знаменних і трагічних дат в історії України (Полтавська битва 1709 року, голодомор 1932–33 рр., бій під Крутами, Холодноярська республіка тощо), захисту й підтримці української мови, єднанню Сходу та Заходу України (автопробіги від Луганщини до Закарпаття). Щороку організовував поїздки до музею Василя Симоненка в с. Тарандинцях Лубенського району та інших пов'язаних з поетом місць.
Помер 3 червня 2014 року раптово, виступаючи з трибуни чергового громадського зібрання, у залі обласної ради в Полтаві.

## Громадська діяльність
За ініціативою й активною участю Володимира Степанюка організовано сотні заходів з питань просвітницької, культурної, історико-правової роботи, захисту та підтримки української мови, відновлення історичної справедливості, поширення правових знань, вшанування національних героїв далекого історичного минулого та сучасності.
Мав великий хист мобілізовувати та залучати до культурно-просвітницьких й інших заходів видатних полтавців, активних громадських діячів, науковців, молодь, віднаходити, в скрутний час, всі можливості для проведення масових заходів з питань творення української держави, широкого відзначення, як знаменних так і трагічних дат в історії України.
Особлива заслуга в організації пошанування Т. Г. Шевченка. Був головою громадського Шевченківського комітету з відзначення 200-річчя Тараса Шевченка. Будучи активним учасником полтавських майданів у 2004 та 2014 роках, Володимир Степанюк ніколи не виставляв своїх персональних заслуг, а постійно і наполегливо проводив ідеали демократії через «круглі столи», концерти, прес-конференції, зустрічі з видатними людьми України, екскурсії, велопробіги, поїздки нашою державою. Він організував пошук подій пов'язаних з перебуванням Т. Г. Шевченка на Полтавщині. Були організовані десятки поїздок майже по всіх районах області в місця де перебував Т. Г. Шевченко та у місця встановлення пам'ятників Т. Г. Шевченку. Під час відвідування місць встановлення пам'ятників силами активістів та учасників поїздок пам'ятники були приведені в належний вид, а біля деяких відбулися шевченківські читання з залученням місцевих мешканців.
У 1998 році заснував, а в квітні 2000 року зареєстрував обласну громадську організацію «Екологічна асоціація „ЕКО-СВІТ“», а згодом розширив напрямки її діяльності та перейменував на «Громадянське суспільство».
Спільно Полтавські обласні громадські об'єднання: Товариство політичних в'язнів та репресованих (голова — Володимир Гнітько), асоціація «Громадянське суспільство» (голова — Володимир Степанюк), відділення Міжнародної організації «Жіноча громада» (голова — Валентина Шемчук) — організували й провели:
- у 2002—2013 р.р. дванадцять вечорів-реквіємів «Пам'ятай свій рід. Пам'яті жертв Голодомору 1932—1933 рр. в Україні»;
- у 2005—2013 р.р. дев'ять обласних конкурсів дитячих малюнків «Пам'ятай свій рід. Пам'яті жертв Голодомору 1932—1933 рр. в Україні» та виставок малюнків його учасників.

Спільно Товариство політичних в'язнів та репресованих (голова — Володимир Гнітько), асоціація «Громадянське суспільство» (голова — Володимир Степанюк), відділення Міжнародної організації «Жіноча громада» (голова — Валентина Шемчук) та правозахисник Анатолій Банний ініціювали й провели 16 вересня 2009 р. Кінний Рейд Пам'яті з гетьманської столиці Батурина до Полтави (через райцентри Конотоп — Ромни — Гадяч — Зіньків — Диканьку та ще десятки сіл і селищ сусідніх і Полтавської областей) до 300-річчя воєнно-політичного виступу гетьмана України Івана Мазепи й укладення україно-шведського союзу та на вшанування 75-х роковин пам'яті жертв Голодомору 1932—1933 рр. в Україні. До акції приєдналися представники Чутівського кінного заводу «Тракен», який очолює Олександр Алексєєв. А головними меценатами акції стали відомі на Полтавщині підприємці — Валерій Капленко, Андрій Карандін та Віктор Семенов.
Полтавські обласні асоціація «Громадянське суспільство» (голова — Володимир Степанюк) та відділення Міжнародної організації «Жіноча громада» (голова — Валентина Шемчук) спільно з радою Диканської районної організації ветеранів та краєзнавців (голова — Анатолій Івашко) під егідою Громадської ради при Полтавській обласній державній адміністрації провели 6 листопада 2012 р. в Диканьці в Територіальному центрі Круглий стіл «Тарас Шевченко й Полтавщина», присвячений 200-літньому ювілею від дня народження Великого Кобзаря.
Полтавські обласні асоціація «Громадянське суспільство» (голова — Володимир Степанюк) та відділення Міжнародної організації «Жіноча громада» (голова — Валентина Шемчук) спільно з Полтавським національним педагогічним університетом імені В. Г. Короленка провели в цьому вищому навчальному закладі 20 січня 2013 р. присвячений Василеві Симоненку Круглий стіл, під час якого було оголошено 2013-й — роком пам'яті Василя Симоненка (13 грудня 2013 р. минули 50-і роковини відтоді, як видатний український поет, журналіст і громадський діяч відійшов у вічність).
Полтавські обласні асоціація «Громадянське суспільство» (голова — Володимир Степанюк), відділення Міжнародної організації «Жіноча громада» (голова — Валентина Шемчук) спільно з Решетилівським музеєм ткацтва та вишивки провели 5 лютого 2013 р. в Решетилівці в Палаці дозвілля Круглий стіл «Тарас Шевченко й Полтавщина», присвячений 200-літньому ювілею від дня народження Великого Кобзаря.
Полтавські обласні асоціація «Громадянське суспільство» (голова — Володимир Степанюк) та відділення Міжнародної організації «Жіноча громада» (голова — Валентина Шемчук) та Полтавський університет економіки і торгівлі у цьому вищому навчальному закладі 25 лютого 2013 р. до 142-ї річниці від дня народження геніальної української поетеси Лесі Українки (Лариси Косач) провели Круглий стіл «Шляхами Лесі Українки».
Полтавські обласні асоціація «Громадянське суспільство» (голова — Володимир Степанюк) та відділення Міжнародної організації «Жіноча громада» (голова — Валентина Шемчук) спільно з Обласним центром естетичного виховання учнівської молоді (директор — Надія Чорнобель) провели в ОЦЕВУМ 27 лютого 2013 р. святковий концерт з нагоди 142-ї річниці від дня народження великої української поетеси Лесі Українки.
Полтавські обласні асоціація «Громадянське суспільство» (голова — Володимир Степанюк) та відділення Міжнародної організації «Жіноча громада» (голова — Валентина Шемчук) спільно з відділом освіти Карлівської районної державної адміністрації провели в бібліотеці методкабінету цього відділу 4 березня 2013 р. Круглий стіл «Тарас Шевченко й сучасність», присвячений 200-літньому ювілею від дня народження Великого Кобзаря.
Об'єднання «Світ України» (голова — Володимир Степанюк), Полтавське обласне відділення Міжнародної організації «Жіноча громада» (голова — Валентина Шемчук) та Полтавський національний педагогічний університет імені В. Г. Короленка провели в цьому вищому навчальному закладі 8 березня 2013 р. Круглий стіл «До 200-літнього Кобзаревого ювілею. Тарас Шевченко очима наших сучасників».
Об'єднання «Світ України» (голова — Володимир Степанюк) та Полтавське обласне відділення Міжнародної організації «Жіноча громада» (голова — Валентина Шемчук) провели в Полтаві в Будинку обласної ради профспілок 9 березня 2013 р. літературно-мистецьке свято до 200-літнього ювілею від дня народження Тараса Шевченка.
Об'єднання «Світ України» (голова — Володимир Степанюк) та Полтавське обласне відділення Міжнародної організації «Жіноча громада» (голова — Валентина Шемчук) до 200-річного ювілею від дня народження великого сина українського народу, геніального поета й художника Тараса Шевченка організували 11 квітня 2013 р. в Каневі закладення скверу Кобзаря (двісті молоденьких полтавських дубків), яке відбулося за сприяння Канівського міського голови Віктора Ніколенка та за підтримки генерального директора Полтавського обласного виробничого об'єднання «Полтава-ліс» Юрія Тараненка й директора аграрно-економічного коледжу Полтавської державної аграрної академії Миколи Шевнікова. Організатори закладки скверу Кобзаря Володимир Степанюк та Валентина Шемчук нагороджені Почесними грамотами Канівського міського голови.
Об'єднання «Світ України» (голова — Володимир Степанюк), Полтавське обласне відділення Міжнародної організації «Жіноча громада» (голова — Валентина Шемчук) та Полтавський національний педагогічний університет імені В. Г. Короленка провели в цьому вищому навчальному закладі 24 квітня 2013 р. Круглий стіл «Кріпацтво в Україні. Тарас Шевченко» до 175-річчя з часу викуплення Великого Кобзаря з кріпацтва.
Разом із однодумцями 24 квітня 2013 року організував Полтавський громадський Шевченківський комітет.
Спільно Полтавське обласне відділення Міжнародної організації «Жіноча громада» (голова — Валентина Шемчук) та громадський Шевченківський комітет (голова — Володимир Степанюк) провели 2 липня 2013 р. в селі Сагайдаку, що на Шишаччині, акцію з увічнення пам'яті жертв Сагайдацької голодної трагедії під час Голодомору 1932—1933 рр. в Україні. До вшанування пам'яті загиблих голодною смертю земляків долучилися художник Анатолій Блошенко, власний кореспондент газет «Голос України» та «Україна молода» Василь Неїжмак й голова місцевої ветеранської організації Андрій Копиця.
Спільно Харківсько-Полтавська єпархія УАПЦ (керуючий — Високопреосвященіший Афанасій, архієрей Харківський і Полтавський), громадський Шевченківський комітет (голова — Володимир Степанюк) та обласне відділення Міжнародної організації «Жіноча громада» (голова — Валентина Шемчук) провели в Полтавському міському Будинку культури 30 березня 2014 р. благодійний концерт «Пам'яті Небесної Сотні».
Продовжуючи традиції сучасників-шанувальників Великого Кобзаря, у травні 2014 року організував та провів Ходу Полтава—Тарасова гора (Канів) на пошану 200-літнього ювілею від дня народження Тараса Шевченка.

## Відзнаки
У 2007 році за вагомий особистий внесок у дослідження голодоморів в Україні, активну громадську діяльність Володимира Степанюка нагороджено орденом «За заслуги» ІІІ ступеня.
З метою активізація національно-патріотичного виховання учнівської молоді, її залучення до поглибленого вивчення життєвого шляху та художньо-мистецького набутку письменників-земляків, видатних діячів української держави та визвольних змагань, формування вмінь і навичок літературної та дослідницької діяльності, підтримка талановитої молоді Полтавська обласна рада заснувала Премію імені В. Степанюка.
Премія присуджується щороку переможцям обласного літературного конкурсу «Відлуння заповітів земляків», які набрали найбільшу кількість балів у 3-хномінаціях.
В Полтаві названа одна із вулиць іменем В.Степанюка.
Розпорядженням голови Полтавської обласної державної адміністрації від 10 липня 2015 року «Про увічнення пам'яті Володимира Степанюка» утворено обласний організаційний комітет з увічнення пам'яті Володимира Степанюка та затверджено склад комітету.